# Last Day of June
Last Day of June ist ein Adventure-Puzzle-Videospiel, das von Ovosonico entwickelt und von 505 Games veröffentlicht wurde. Das Spiel wurde von Massimo Guarini entworfen und enthält die Musik des bekannten Musikers Steven Wilson. Es wurde am 31. August 2017 für PlayStation 4, Nintendo Switch und Microsoft Windows veröffentlicht.

## Handlung
In Last Day of June folgt der Spieler der Geschichte von Carl und June, einem glücklichen Paar, das gemeinsam Zeit in ihrem idyllischen Dorf verbringt. Als jedoch ein tragischer Unfall geschieht und June ihr Leben verliert, wird Carl mit unermesslichem Schmerz und Trauer konfrontiert. Doch dann entdeckt er, dass er die Zeit zurückdrehen kann, um den Unfall zu verhindern und das Leben von June zu retten.
Der Spieler übernimmt die Kontrolle über Carl und versucht, die Geschehnisse des Schicksalstages zu ändern, indem er die Aktionen der anderen Dorfbewohner beeinflusst und Rätsel löst. Während Carl in der Zeit zurückspringt, erlebt er die Ereignisse aus der Perspektive der anderen Charaktere, um die verschiedenen Wege zu erkunden, wie die Tragödie hätte verhindert werden können.

## Spielprinzip
Last Day of June ist ein interaktives Abenteuerspiel mit Rätsel- und Zeitreiseelementen. Der Spieler erkundet die Umgebung des Dorfes, interagiert mit den Charakteren und löst Rätsel, um den Verlauf der Geschichte zu beeinflussen. Dabei wird die Zeit zurückgedreht, um verschiedene Ereignisse zu ändern und neue Lösungen zu finden, um den Unfall zu verhindern.
Das Spiel legt großen Wert auf emotionales Storytelling und präsentiert die Geschichte ohne Dialoge, sondern durch visuelle Erzähltechniken und die Musik von Steven Wilson.

## Musik
Die Musik von Last Day of June wurde von Steven Wilson, einem bekannten Musiker und Frontmann der Band Porcupine Tree, komponiert.

## Rezeption
Last Day of June erhielt positive Bewertungen von Kritikern und wurde für sein emotionales Storytelling, seine Erzählstruktur und seine musikalische Begleitung gelobt. Besonders das Fehlen von Dialogen und die Darstellung der Gefühle der Charaktere durch Animationen wurden positiv hervorgehoben. Polygon gab dem Spiel eine Punktzahl von 8,5/10.

## Auszeichnungen
Das Spiel wurde für den BAFTA Games Award in der Kategorie Game beyond Entertainment nominiert.